# Antonio Noriega Varela
Antonio Noriega Varela (Mondoñedo, 1869 – Viveiro, 1947) è stato un giornalista e poeta spagnolo.

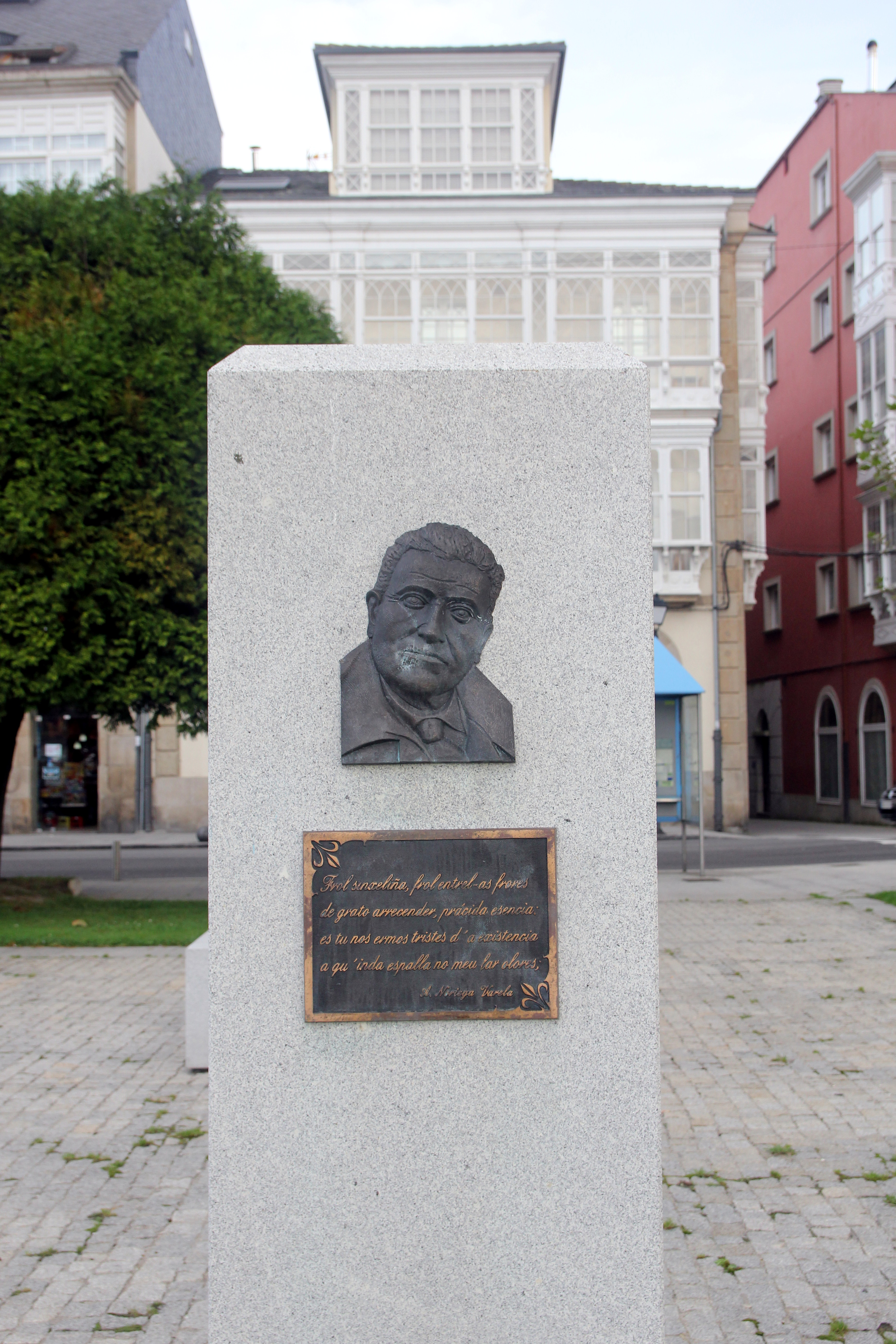
Monumento a Noriega Varela.

Autore di lingua gallega, fu un rappresentante del movimento nazionalista galiziano Irmandades da Fala, attivo tra il 1916 e il 1936.
A lui fu dedicato il Día das Letras Galegas del 1969.
Tra le sue opere si ricordano De ruada (1895) e Do ermo (1920).